# Mainz Hauptbahnhof
Mainz Hauptbahnhof (magyarul:  Mainz főpályaudvar) egyike Németország legnagyobb vasúti fejpályaudvarainak. Naponta több mint 60 000 utas fordul meg itt. Az állomás 9 vágányos. Naponta 497 vonat indul innen Németország különböző részeibe. A német vasútállomáskategória második osztályába tartozik.

## Forgalom

### Regionális járatok
| Járat | Útvonal | Üzemeltető           | Általában használt jármű |
| ----- | --- | -------------------- | ------------------------ |
| S 6   | Mainz – Mainz Römisches Theater – Oppenheim – Worms – Bobenheim-Roxheim – Frankenthal – Ludwigshafen – Mannheim (– Weinheim – Bensheim) | DB Regio Mitte       | 425                      |
| S8    | Wiesbaden Hbf – Wiesbaden Ost – Mainz Nord – Mainz Hbf – Mainz Römisches Theater – Mainz-Gustavsburg – Mainz-Bischofsheim – Rüsselsheim Opelwerk – Rüsselsheim – Raunheim – Kelsterbach – Frankfurt (Main) Flughafen – Frankfurt am Main Stadion – Frankfurt-Niederrad – Frankfurt (Main) Hbf tief – Frankfurt (Main) Taunusanlage – Frankfurt (Main) Hauptwache – Frankfurt (Main) Konstablerwache – Frankfurt (Main) Ostendstraße – Frankfurt (Main) Mühlberg – Offenbach-Kaiserlei – Offenbach Ledermuseum – Offenbach Marktplatz – Offenbach (Main) Ost (– Mühlheim (Main) – Mühlheim (Main) Dietesheim – Steinheim (Main) – Hanau Hbf) | DB Regio             | 430                      |
| RE 2  | Koblenz – Boppard – Oberwesel – Bingen – Ingelheim – Mainz – Rüsselsheim – Frankfurt Flughafen – Frankfurt | DB Regio Mitte       | 429                      |
| RE 3  | Nahe-Express: Saarbrücken – Türkismühle – Idar-Oberstein – Bad Kreuznach – Mainz – Rüsselsheim – Frankfurt Flughafen – Frankfurt | vlexx                | 620, 622                 |
| RE 4  | Frankfurt – Frankfurt-Höchst – Hochheim – Mainz – Worms – Frankenthal – Ludwigshafen – Germersheim – Karlsruhe | DB Regio Mitte       | 429                      |
| RE 13 | Mainz – Nieder-Olm – Saulheim – Wörrstadt – Armsheim – Alzey (– Wahlheim – Freimersheim – Kirchheimbolanden) | vlexx                | 620, 622                 |
| RE 14 | Frankfurt – Frankfurt-Höchst – Hochheim – Mainz – Worms – Frankenthal – Ludwigshafen Mitte – Mannheim | DB Regio Mitte       | 429                      |
| RE 15 | Mainz – Bad Kreuznach – Hochspeyer – Kaiserslautern | vlexx                | 620,622                  |
| RB 26 | Köln Messe/Deutz – Köln – Bonn – Remagen – Andernach – Koblenz – Boppard – Oberwesel – Bingen – Ingelheim – Mainz | Trans regio          | 460                      |
| RB 31 | (Frankfurt – Frankfurt Flughafen – Rüsselsheim –) Mainz – Mainz-Gonsenheim – Klein Winternheim-Ober Olm – Nieder-Olm – Saulheim – Wörrstadt – Armsheim – Albig – Alzey (– Wahlheim – Freimersheim – Kirchheimbolanden) | vlexx                | 620, 622                 |
| RB 33 | Idar-Oberstein – Bad Kreuznach – Mainz (– Rüsselsheim – Frankfurt Flughafen – Frankfurt) | vlexx                | 620, 622                 |
| RB 75 | Wiesbaden – Mainz – Groß-Gerau – Darmstadt – Dieburg – Aschaffenburg | Hessische Landesbahn | 1440                     |

### Távolsági járatok
| Járat        | Útvonal | Járatsűrűség                 |
| ------------ | --- | ---------------------------- |
| ICE 20       | (Kiel –) Hamburg – Hannover – Göttingen – Frankfurt (Main) – (Wiesbaden – Mainz –) Mannheim – Karlsruhe – Freiburg (Breisgau) – Basel (– Zürich – Interlaken)                                                                               | Egy járat                    |
| ICE 31 IC 31 | (Kiel –) Hamburg – Bréma – Osnabrück – Münster (Westf) – Dortmund – Essen – Duisburg – Düsseldorf – Köln – Koblenz – Mainz – Frankfurt (Main) – Mannheim – Freiburg (Breisgau) – Basel illetve Würzburg – Nürnberg – Passau (– Linz – Wien) | Egy járat                    |
| ICE 45       | Köln – Köln/Bonn Flughafen – Montabaur – Limburg Süd – Wiesbaden – Mainz | Egy járat, csak Hétfő-Péntek |
| ICE 50       | Dresden – Leipzig – Erfurt – Fulda – Frankfurt (Main) / Frankfurt (Main) Süd – Frankfurt (Main) Flughafen – Mainz – Wiesbaden | Kétóránként                  |
| ICE 91       | (Dortmund – Essen – Düsseldorf –/Hagen – Wuppertal – Köln – Koblenz – Mainz – Frankfurt (Main) - ) Würzburg – Nürnberg – Regensburg – Passau – Linz – Wien                                                                                  | Egy járat                    |
| IC 30        | Hamburg - Bremen – Münster (Westf) – Dortmund – Essen – Duisburg – Düsseldorf – Köln – Koblenz – Mainz – Mannheim – Heidelberg – Stuttgart                                                                                                  | Kétóránként                  |
| IC 32        | Dortmund – Essen – Duisburg – Düsseldorf – Köln – Koblenz – Mainz – Mannheim – Heidelberg – Stuttgart (- Tübingen) | Kétóránként                  |
| IC 35        | Norddeich Mole – Münster (Westf) – Gelsenkirchen – Duisburg – Düsseldorf – Köln – Koblenz – Mainz – Mannheim – Stuttgart/Karlsruhe – Offenburg – Konstanz                                                                                   | Egy járat                    |
| IC 55        | Leipzig – Halle (Saale) – Magdeburg – Braunschweig – Hannover – Bielefeld – Hamm (Westf) – Dortmund – Hagen – Wuppertal – Solingen – Köln – Mainz – Mannheim – Heidelberg – Stuttgart – Ulm ( – Kempten (Allgäu) - Oberstdorf)              | Egy járat                    |

## Vasútvonalak
- Rhein-Main-Bahn
- Rajna-balpart vasútvonal
- Mainbahn
- Mainz–Mannheim-vasútvonal
- Alzey–Mainz-vasútvonal